# 帕特里克·休斯顿
帕特里克·休斯顿（英語：Patrick Huston，1996年1月5日—）生于北爱尔兰贝尔法斯特，是一名英国男子射箭运动员，主攻反曲弓项目。他在8岁时开始接触射箭，2010年加入北爱尔兰射箭队，同年开始参加比赛。2013年，他加入了英国国家队。同年，他凭借在世界青年锦标赛上的出色表现获得该年度最佳奥运运动员提名。